# Svend Hammershøi
Svend Hammershøi, né le 10 août 1873 à Copenhague et mort le 27 février 1948 dans la même ville, est un céramiste et peintre danois.
Il tient une place à part dans l’histoire de l’art danois. Svend Hammershøi s’est fait connaître pour son œuvre de céramiste principalement, mais il est aussi peintre, comme son frère Vilhelm Hammershøi (1864-1916). Très vite célèbre dans le milieu artistique danois, il remporte des prix dans  les capitales européennes, pour les expositions internationales comme à Paris en 1900 et 1925, à Berlin, à Stockholm et à Londres.

## Biographie

### Une génération de grands céramistes
À la fin du XIXe et au début du XXe siècle apparaît au Danemark une génération de grands céramistes : Carl Halier, Karl Hansen Reistrup, Jais Nielsen (en), Thorvald Bindesbøll, Bode Willumsen, Nils Thorsson, Axel Salto, Jens Thirslund et Knud Kyhn.
En 1888, Svend Hammershøi commence à travailler dans des ateliers de céramique de Copenhague. Mais c’est en 1893 que sa carrière commence vraiment, quand il intègre l’atelier du potier Herman A. Kähler (en) à Næstved. Une collaboration fructueuse s’ensuivra, jusqu’à sa mort.

### Le rêve du clocher gothique
Svend Hammershøi est d’une nature mélancolique que reflète son art. Il vit avec sa mère et sa sœur aînée, Anna, et garde toute sa vie une relation très forte avec son frère Vilhelm et avec sa belle-sœur, qui vivent à Frederiksberg, près de Copenhague.
Svend Hammershøi passe chaque année plusieurs mois en Angleterre. Les bâtiments, le climat et l’atmosphère britanniques correspondent à son état d’âme. À l’âge de 11 ans, il avait fait un rêve : par un jour de brouillard épais, il marche dans une rue étroite. Dans cette brume dense, la silhouette d’un clocher à la flèche pointue lui apparaît. Or, il n’y a pas de telles flèches au Danemark. Il pense alors qu’il a eu une autre vie en Angleterre, peut-être au cours du XIIIe ou du XIVe siècle. Pendant toute sa vie, il va rechercher ce rêve d’enfant, ce clocher, qu’il ne trouvera pas. L’Angleterre restera le pays de son imaginaire et lui apportera l’inspiration. La campagne anglaise près d'Oxford lui inspirera plus d’une centaine de toiles.

### Le peintre

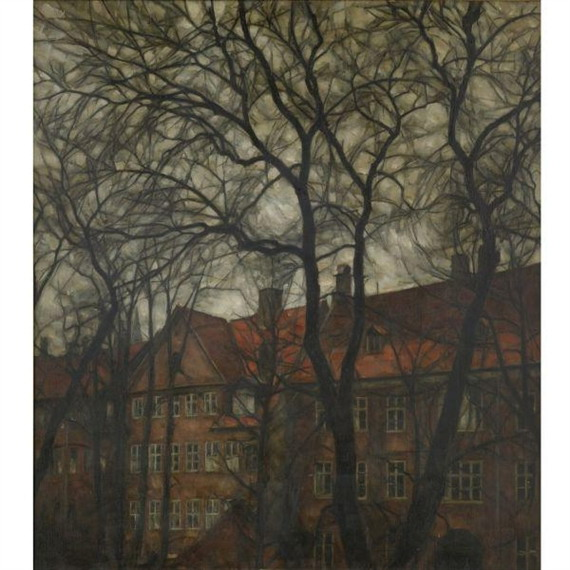
Nørregade Copenhague, 1926, localisation inconnue.

Les arbres sont ses principaux motifs : grands et vieux arbres, aux branches délicates et dépouillées de l’hiver, dans la campagne anglaise et surtout dans les environs de Copenhague. Tant, dans ses paysages que dans les représentations des bâtiments et des monuments antiques du pays, les arbres nus dominent sur un ciel doré et légèrement brumeux. Il y a une interaction presque vivante entre les bâtiments et les arbres.

### L'atelier des frères Kähler
Au Danemark, il travaille et il crée dans l’atelier des frères Kähler. Il en est l’artiste le plus en vue. Il s’y sent libre et estimé.
À cette époque, les artistes les plus réputés étaient recherchés par les ateliers qui avaient pignon sur rue. L'artiste pouvait y exercer son art de designer laissant souvent la partie de fabrication aux tourneurs. Ainsi Svend Hammershøi créait les dessins de ses œuvres et en réalisait les moules. Les ateliers se faisaient un nom grâce aux grands artistes qu’ils payaient bien. Les ateliers célèbres comme celui de Kähler pouvaient être présents dans les expositions internationales et exposer leurs meilleurs artistes. C’est ainsi qu’à l'Exposition des Arts décoratifs de Paris en 1925, Svend Hammershøi obtient une médaille d’or et peut vendre certaines de ses œuvres au musée de Sèvres.

### La double glaçure
La plupart des œuvres céramiques de Svend Hammershøi sont dans le style cendré des années 1930. Ce procédé, qu’on appelle la « double glaçure », fut inventé en 1926 par Jens Thirslund, le maître glaceur de Kähler, et adopté par Svend Hammershøi.
Le style cendré est créé par une glaçure à l’oxyde d’étain. Avec une seule cuisson, en cas d’irrégularités lors de la réduction de l’émail, il y a suroxydation et l’effet de la couleur d’étain disparaît. L’objet devient blanc. Pour contrer cet effet, on étale une matière carbonique entre deux cuissons : un mélange de suie de pin, de caoutchouc et d’un peu de soude caustique. Après une deuxième cuisson à une température de 750 degrés, la couleur gris foncé apparaît sur les endroits avec peu de glaçure. Après la deuxième cuisson on plonge les pots dans une dissolution d’acide hydrofluosilicique. Ce bain corrode les résidus de la matière carbonique et dépolit l’objet. Pour avoir des pots vert cuivré, on asperge l’objet avec une glaçure verte avant la deuxième cuisson.

## Expositions
- Copenhague : Den Frie Udstilling, 1895, 1900-1902, 1904, 1906-1907, 1909.
- Paris : Exposition universelle de 1900, 1925 (ou il reçoit une médaille d’or).
- Glasgow : Exposition internationale de 1901.
- Copenhague : Design Museum, 1904, 1916, 1925, 1939.
- Göteborg : 1905, 1926.
- Kristiania (Oslo): 1907.
- Berlin : 1907.
- Copenhague : Charlottenborg, 1910, 1912, 1914-1917, 1922-1929, 1933, 1935, 1938-1939, 1941, 1944, 1946-1948.
- Malmö : 1914.
- Rio de Janeiro : The Independence Centenary International Exposition, 1922-1923.
- Londres : 1929, 1931.
- Oxford : 1930.
- Kolding, Danemark : Koldinghus Museum 1930 et rétrospective en 1990.
- Copenhague : « Den Permanente », 1933 et 1943.
- Berlin : 1936.
- Copenhague : Statens Museum for Kunst, 1940.
- Stockholm : 1942.
- Copenhague : rétrospective Nikolaj Kunsthal, 1990.
- Danemark : Skovgaard Museum, Næstved Museum, 2008.
- Paris : galerie Anders Hus, 2014.

Plus de mille œuvres de Svend Hammershøi sont conservées dans les musées au Danemark[réf. nécessaire].